# 福田正夫 (音楽プロデューサー)
福田正夫（ふくだ まさお、1967年7月23日 - ）は、日本の音楽プロデューサー、音楽ディレクター、A&R。
株式会社フライングドッグ音楽制作部長。群馬県出身。
1990年代に流行した渋谷系音楽のエッセンスを持つアニメソングをプロデュースし、「アキシブ系の創始者」と評される。

## 人物
大学卒業後、光文社で6年間レディースコミックの編集を担当。新聞の求人欄に載っていたビクターエンタテインメントのディレクター募集広告を見て応募し、音楽業界へ転職する。田村充義プロデューサーの下で経験を積み、小泉今日子やアン・ルイスを担当する。
福田はピチカート・ファイヴやオリジナル・ラブ、フリッパーズ・ギターなどの作品が音楽の仕事に携わるきっかけとなり、制作側に入ってからも、そうした作家陣を無意識に起用してきた。アニメや声優のことはほとんど知らなかったが、1990年代後半の声優ブーム期に桑島法子と豊嶋真千子のユニット「GIRLS BE」を担当し、渋谷系ミュージシャンが参加したアルバム『フレンチ大作戦』（1997年）を制作。当時は売れなかったが、後年「アキシブ系のルーツ」として再評価されることになる。福田自身は『アニソンマガジン』の編集長から「アキシブ系の創始者」としてインタビューのオファーを受け、そこで初めて「アキシブ系」という言葉を知ったという。
アニメ音楽レーベル「フライングドッグ」が発足した2007年、自身が関わったアニメ作品を中心にしたコンピレーション・アルバム『AKSB～これがアキシブ系だ!～』（VTCL-60001）を制作。こうした音楽の傾向に関して「ジャズとかソウルとかボサノヴァとか、昔の映画音楽、いわゆるサバービアって呼ばれるジャンルなどを背景に持つアーティストたちが、なんとなくあの時代にいっぱい集まってきて、作っていた音楽が渋谷系って呼ばれた。そういった音楽的背景を持つアーティストがアニメという自由なフィールドの中でポリシーを曲げずにやってる音楽」「アキシブ系みたいなムーヴメントがあることによって、アニメ音楽も実はものすごくクオリティの高いハイセンスなことをやっているジャンルなんだっていうことを、一般の方々に認知していただきたい」と語っている。
アーティスト担当としては坂本真綾関連の仕事で知られる。音楽ディレクターを担当した『ちょびっツ』以降、北川勝利（ROUND TABLE）が創作上の重要なパートナーとなっている。
佐藤順一監督と組んだ「ARIAシリーズ」では、趣味のブラジル音楽からChoro Club feat. Senooの起用を提案し、サントラのセールスも好調だったことから、「一番自分のやりたいことをやれた作品」と述べている。
マクロスシリーズの音楽を長年手がけてきた佐々木史朗に代わり、2016年放送の『マクロスΔ』の音楽プロデューサーを担当。「絶対に売れなければいけない」という作品で自身の持ち味である渋谷系音楽を封印し、中毒性のある昭和歌謡曲のテイストを選択。ボーカルユニット「ワルキューレ」が日本ゴールドディスク大賞アニメーション・アルバム・オブ・ザ・イヤー（『Walkure Attack!』）、オリコン週間シングルチャート1位（『未来はオンナのためにある』）などの成功を収めた。また、メンバーのソロ活動もプロデュースしている。

## 担当アーティスト
- 小泉今日子
- アン・ルイス
- 坂本真綾
- ROUND TABLE featuring Nino
- 牧野由依
- 清浦夏実
- 中島愛
- May'n
- la la larks
- 下地紫野
- ワルキューレ
  - JUNNA
  - 鈴木みのり
  - 安野希世乃
  - 西田望見
- 諸星すみれ
- 中島怜

## 音楽プロデュース作品
- 2000年 勇者王ガオガイガーFINAL
- 2000年 BRIGADOON まりんとメラン
- 2001年 NOIR
- 2001年 地球防衛家族
- 2003年 .hack//黄昏の腕輪伝説
- 2004年 月詠 -MOON PHASE-
- 2004年 ケロロ軍曹
- 2004年 絢爛舞踏祭-ザ・マーズ・デイブレイク-
- 2005年 ARIAシリーズ
- 2005年 ツバサ・クロニクル（劇場版、OAD）
- 2006年 N・H・Kにようこそ
- 2007年 スケッチブック ～full color's～
- 2009年 ささめきこと
- 2010年 それでも町は廻っている
- 2010年 たまゆら
- 2011年 ラストエグザイル-銀翼のファム-
- 2012年 コードギアス 亡国のアキト
- 2012年 輪廻のラグランジェ
- 2012年 わんおふ -one off-
- 2013年 琴浦さん
- 2014年 M3〜ソノ黒キ鋼〜
- 2014年 いなり、こんこん、恋いろは。
- 2014年 絶滅危愚少女 Amazing Twins
- 2015年 学戦都市アスタリスク
- 2015年 空戦魔導士候補生の教官
- 2015年 幸腹グラフィティ
- 2015年 アクエリオンロゴス
- 2016年 マクロスΔ
- 2016年 終末のイゼッタ
- 2016年 あまんちゅ!
- 2017年 異世界食堂
- 2017年 魔法使いの嫁
- 2018年 ラーメン大好き小泉さん
- 2018年 カードキャプターさくら クリアカード編
- 2018年 ロード オブ ヴァーミリオン 紅蓮の王
- 2019年 ソウナンですか?
- 2019年 手品先輩
- 2020年 アルテ